# ANNIVERSARY〜無限にCALLING YOU
『ANNIVERSARY〜無限にCALLING YOU』（アニバーサリー むげんにコーリング・ユー）は、松任谷由実（ユーミン）の23枚目のシングル。1989年6月28日に東芝EMIからリリースされた（EP：RT07-2371、CT：ZT10-2371、CDS：XT10-2371）。シングルカセットのみオリジナル・カラオケを収録。EPレコード盤での最後の作品である。21枚目のオリジナルアルバム『LOVE WARS』にalbum mixで収録され、サブタイトルは外されている。35枚目のシングル『7 TRUTHS 7 LIES〜ヴァージンロードの彼方で』にalbum mixで再収録。

## 解説
「ANNIVERSARY〜無限にCALLING YOU」は1989年4月から翌1990年3月までKDD企業イメージソングとして使われた。結婚を祝う内容からかお祝い曲のイメージも強く、NTTのお祝いメロディ電報の曲としても使用された。アメリカロケのプロモーションビデオが作成されている。
ジャケットは8cmCDシングルとシングルカセットではユーミンの口と指のアップだが、7インチシングル盤は顔全体が写っている。
当CDと同時発売で、過去のシングルCD16作品の企画もの『YUMING SWEETS』が、オリコンシングルチャート100位以内に16作品全てチャートインする快挙となった。これは、松任谷由実名義シングルの8枚目から22枚目をエアメイルをイメージした8cmシングルCDシリーズとしたものだった。全CD購入者への贈呈品として、切手をイメージしたステッカーやチョコレート柄BOXが用意された。
1. 潮風にちぎれて　46位
2. 遠い旅路　56位
3. ハルジョオン・ヒメジョオン　97位
4. 入江の午後3時　94位
5. 埠頭を渡る風　71位
6. 帰愁　89位
7. ESPER　83位
8. 白日夢・DAY DREAM　49位
9. 星のルージュリアン　67位
10. 守ってあげたい　61位
11. 夕闇をひとり　91位
12. ダンデライオン〜遅咲きのたんぽぽ　84位
13. VOYAGER〜日付のない墓標　43位
14. メトロポリスの片隅で　87位
15. SWEET DREAMS　96位

オリコンチャートの登場週数は21週、チャート最高順位は週間2位、累計35.3万枚のセールスを記録した。
2008年にはSoulJaがMisslimとコラボして本曲をサンプリング、新たなメロディと歌詞を加えた「記念日・home」を発売した。

## 収録曲
- Side A ANNIVERSARY〜無限にCALLING YOU (single mix) -Anniversary - Keep Calling You-[4]
- Side B ホームワーク (single mix)-Homework-

作詞・作曲：松任谷由実　編曲：松任谷正隆

## 参加ミュージシャン
- キーボード：松任谷正隆
- エレクトリックギター：松原正樹
- シンクラヴィア・プログラミング：武新吾
- シンセサイザー・プログラミング：浦田恵司、山中雅文
- コーラス：松任谷由実、木戸泰弘（#A）、比山貴咏史（#A）、広谷順子（#A）

## 収録アルバム
- ANNIVERSARY〜無限にCALLING YOU
  - アルバム未収録
- ANNIVERSARY (アルバム・ミックス)
  - LOVE WARS
  - Neue Musik
  - 日本の恋と、ユーミンと。
  - ユーミン万歳!
- ホームワーク (シングル・ミックス)
  - アルバム未収録
- ホームワーク (アルバム・ミックス)
  - LOVE WARS

## カバー
- ANNIVERSARY〜無限にCALLING YOU
  - JUJU - 2014年 - カバーアルバム『Request II』に収録。
    - なお、アルバムのリリース以前にも、2009年4月1日に放映された「松任谷由実のオールナイトニッポンTV3」にて、JUJUは松任谷と本曲を歌っている。

  - Honey L Days - 2015年、シングル「デスペラード」のカップリングに収録。